# Evangelium nach Matthias
Das Evangelium nach Matthias ist eine neutestamentliche apokryphe Schrift aus der ersten Hälfte des 2. Jahrhunderts, welche durch Erwähnungen bei Origenes, Eusebius von Caesarea und Beda Venerabilis bezeugt ist. Vier Zitate finden sich, nach übereinstimmender Meinung Zahns und Schneemelchers bei Clemens von Alexandria. Diese sind nicht eindeutig gnostischen Ursprungs.